# مناف الراوي
مناف عبد الرحيم عبد الحميد الراوي، هو والي بغداد في تنظيم دولة العراق الإسلامية.

## نبذة
ولد الراوي في روسيا عام 1975 وكان والده ضابطا يدرس الهندسة قبل أن يُقتل في الحرب العراقية-الأيرانية عام 1980، وبعد مقتل والده عاد إلى العراق وتولت والدته تربيته مع خمسة من أخوته، وعاش في منطقة زيونة بغداد.
ثم خدم في العسكرية وبعدها تعين في وزارة الصناعة والمعادن حتى سقوط النظام العراقي عام 2003. في عام 2000 انتقلت عائلتة إلى منطقة الدورة، ثم تزوج في عام 2004 وله طفل واحد.

## الراوي والقاعدة
وصف الراوي من خلال مقابلته وكالة الأنباء الأمريكية عمله الذي انطلق في أعقاب الغزو الأميركي للعراق في 2003 وانضمامه إلى تنظيم القاعدة.
وقال الراوي أنه حارب ضد القوات الأميركية في معركة الفلوجة الأولى في عام 2004 وهناك التقى أبو أيوب المصري وأبو عمر البغدادي وأبو مصعب الزرقاوي زعيم مجلس شورى المجاهدين قبل إعلان دولة العراق الإسلامية.
وأضاف الراوي بأنه اعتقل في يونيو سنة 2004 في بغداد وقضى السنوات الثلاث التالية في مراكز الاعتقال الأميركية حتى عام 2007.
وبعد إطلاقه عاد مرة أخرى لنشاطه مع الجماعات المسلحة.

## والي بغداد
عندما تم تعيينه والي لبغداد من قبل تنظيم دولة العراق الإسلامية كان يتلقى أوامره من زعيمه في التنظيم أبو عمر البغدادي.

## اعتقاله
اعتقل عندما مر في عام 2010 بنقطة تفتيش عراقية وقد تعرف عليه أحد الجنود من الصورة الموجودة على قائمة أكثر المطلوبين واعتقلوه، لكن الأسر ظل سرا حيث قدم للمحققين معلومات أدت في النهاية إلى قتل الزعيمين في التنظيم البغدادي والمصري.[بحاجة لمصدر]
في إحدى المقابلات التلفزيونية لم يُبدي الراوي قلقا تجاه مستقبله وقال: «أتمنى أن أدخل الجنة وقد قال لي أحد المحققين إن عقوبة الإعدام تنتظرني، لكني قلت له إنه أمر طبيعي».
وخلال المقابلة تباهى الراوي بسلسلة التفجيرات الانتحارية التي خطط لها في بغداد ضد القوات الأميركية مثل هجمات 25 يناير من عام 2010م التي استهدفت ثلاثة فنادق يقطنها جنود أميركيون وصحافيون غربيون، وقد قدر قيمة تكلفتها بـ100 ألف دولار.

## إعدامه
أُعلن في تاريخ 1 أبريل 2013 تنفيذ حكم الإعدام بحق مناف الراوي ومعه ثلاثة آخرين من تنظيم دولة العراق الإسلامية.